# نيه غانو
نيه غانو (1903 - 1986) (بالصينية: 聂绀弩) هو كاتب مقالة صيني. ولد في مقاطعة جينغشان بمقاطعة خوبي، ودرس في الاتحاد السوفياتي. في عام 1927 عاد إلى الصين، وانضم إلى عصبة الكتاب اليساريين. خلال الحرب اليابانية الصينية الثانية، عمل كلٌّ من نيه غانو، شيا يان، سونغ يون بين، منغ تشاو، تشين سي في تحرير مجلة يِيسَاوْ ("野草"). خلال الحرب الأهلية الصينية، نشرت له مجموعات نثرية: «في الدم» ("血书") و «غمغمة» ("沉吟"). وبعد تأسيس جمهورية الصين الشعبية، تحول إلى هونغ كونغ لإدارة صحيفة ون وي بو (Wen Wei Po). وقد سجن خلال الثورة الثقافية. توفي في 26 مارس 1988 في بكين.